# Plaški
Plaški est un village et une municipalité située dans le comitat de Karlovac, en Croatie. Au recensement de 2001, la municipalité comptait 2 292 habitants, dont 48,39 % de Croates et 45,99 % de Serbes ; le village seul comptait 1 469 habitants.

## Localités
La municipalité de Plaški compte 8 localités :
- Janja Gora
- Jezero
- Lapat
- Latin
- Međeđak
- Kunić
- Plaški
- Podhum Plaščanski